# Dimension: Dilemma
Dimension: Dilemma – pierwszy album studyjny południowokoreańskiej grupy Enhypen, wydany 12 października 2021 roku przez wytwórnię Belift Lab. Płytę promował singel „Tamed-Dashed”.
Repackage albumu, zatytułowany Dimension: Answer, ukazał się 10 stycznia 2022 roku. Zawierał trzy nowe utwory, w tym główny singel „Blessed-Cursed”.

## Lista utworów

### Dimension: Dilemma
| CD | CD                                                                                                 | CD | CD                                                                               | CD      |
| Nr | Tytuł utworu                                                                                       | Tekst/Muzyka | Producent                                                                        | Długość |
| -- | -------------------------------------------------------------------------------------------------- | --- | -------------------------------------------------------------------------------- | ------- |
| 1. | „Intro: Whiteout”                                                                                  | Hybe, Wonderkid | Wonderkid                                                                        | 1:39    |
| 2. | „Tamed-Dashed”                                                                                     | "Hitman" Bang, Alexander Karlsson, Tim Tan, Caesar & Loui, Carly Lyman, Ciara Muscat, Lil 27 Club, Cazzi Opeia, Sam Klempner, Softserveboy, Wonderkid                               | "Hitman" Bang, Wonderkid                                                         | 3:16    |
| 3. | „Upper Side Dreamin”                                                                               | "Hitman" Bang, Anna Timgren, Danke (lalala studio), Justin Reinstein, Kyler Niko, Sebastian Simon Ivanov, TWLV, Wonderkid, Kang Eun-jung, Shinkung, Jang Yeo-jin                    | Wonderkid, "Hitman" Bang, Shinkung                                               | 3:09    |
| 4. | „Mollass-eo” (kor. 몰랐어, ang. Just a Little Bit)                                                 | "Hitman" Bang, Andy Love, Danke (lalala studio), Joacim Persson, Johan Alkenäs, Jxxdxn, Mot Mal, Punch                                                                              | Joacim Persson, "Hitman" Bang, Shinkung                                          | 2:47    |
| 5. | „Mo animyeon do 9Go Big or Go Home)” (kor. 모 아니면 도 (Go Big or Go Home))                       | "Hitman" Bang, January 8th, Adrian Mckinnon, Alida, Alma Guðmundsdóttir, Jung Jin Woo, LDN Noise, Parker James, Sacco, Lee Seu-ran, Lee Yi-jin                                      | Greg Bonnick, Hayden Chapman                                                     | 3:21    |
| 6. | „Blockbuster (Aegsyeon yeonghwacheoleom)” (kor. Blockbuster (액션 영화처럼)) (feat. Yeonjun z TXT) | Adrian Mckinnon, Danke (lalala studio), Dylan Huling, Jeremy "Tay" Jasper, LDN Noise, Yeonjun, Lee Seu-ran, Lee Yi-jin                                                              | Adrian Mckinnon, Jeremy "Tay" Jasper, Dylan Huling, Greg Bonnick, Hayden Chapman | 3:47    |
| 7. | „Attention, Please!”                                                                               | January 8th, Alexander Karlsson, Frants, Gabriel Brandes, Jessica Eunjoo, Hobyn "K.O" Yi, Matt Thomson, Max Lynedoch Graham, Sqvare, Steven Lee, Wonderkid, Mok Ji-min, Lee Seu-ran | Frants, Wonderkid                                                                | 2:47    |
| 8. | „Interlude: Question”                                                                              | Hybe, Puf, fWonderkid, Shinkung | Wonderkid                                                                        | 1:24    |

### Dimension: Answer
| CD  | CD                                                                                                 | CD | CD                                                                               | CD      |
| Nr  | Tytuł utworu                                                                                       | Tekst/Muzyka | Producent                                                                        | Długość |
| --- | -------------------------------------------------------------------------------------------------- | --- | -------------------------------------------------------------------------------- | ------- |
| 1.  | „Intro: Whiteout”                                                                                  | Hybe, Wonderkid | Wonderkid                                                                        | 1:39    |
| 2.  | „Tamed-Dashed”                                                                                     | "Hitman" Bang, Alexander Karlsson, Tim Tan, Caesar & Loui, Carly Lyman, Ciara Muscat, Lil 27 Club, Cazzi Opeia, Sam Klempner, Softserveboy, Wonderkid                                                                  | "Hitman" Bang, Wonderkid                                                         | 3:16    |
| 3.  | „Upper Side Dreamin”                                                                               | "Hitman" Bang, Anna Timgren, Danke (lalala studio), Justin Reinstein, Kyler Niko, Sebastian Simon Ivanov, TWLV, Wonderkid, Kang Eun-jung, Shinkung, Jang Yeo-jin                                                       | Wonderkid, "Hitman" Bang, Shinkung                                               | 3:09    |
| 4.  | „Mollass-eo” (kor. 몰랐어, ang. Just a Little Bit)                                                 | "Hitman" Bang, Andy Love, Danke (lalala studio), Joacim Persson, Johan Alkenäs, Jxxdxn, Mot Mal, Punch | Joacim Persson, "Hitman" Bang, Shinkung                                          | 2:47    |
| 5.  | „Mo animyeon do 9Go Big or Go Home)” (kor. 모 아니면 도 (Go Big or Go Home))                       | "Hitman" Bang, January 8th, Adrian Mckinnon, Alida, Alma Guðmundsdóttir, Jung Jin Woo, LDN Noise, Parker James, Sacco, Lee Seu-ran, Lee Yi-jin                                                                         | Greg Bonnick, Hayden Chapman                                                     | 3:21    |
| 6.  | „Blockbuster (Aegsyeon yeonghwacheoleom)” (kor. Blockbuster (액션 영화처럼)) (feat. Yeonjun z TXT) | Adrian Mckinnon, Danke (lalala studio), Dylan Huling, Jeremy "Tay" Jasper, LDN Noise, Yeonjun, Lee Seu-ran, Lee Yi-jin                                                                                                 | Adrian Mckinnon, Jeremy "Tay" Jasper, Dylan Huling, Greg Bonnick, Hayden Chapman | 3:47    |
| 7.  | „Attention, Please!”                                                                               | January 8th, Alexander Karlsson, Frants, Gabriel Brandes, Jessica Eunjoo, Hobyn "K.O" Yi, Matt Thomson, Max Lynedoch Graham, Sqvare, Steven Lee, Wonderkid, Mok Ji-min, Lee Seu-ran                                    | Frants, Wonderkid                                                                | 2:47    |
| 8.  | „Interlude: Question”                                                                              | Hybe, Puf, fWonderkid, Shinkung | Wonderkid                                                                        | 1:24    |
| 9.  | „Blessed-Cursed”                                                                                   | Hitman" Bang, Alexander Karlsson, Charlotte Wilson, Ciara Muscat, Frants, Gabriel Brandes, Jacob Aaron, Lil 27 Club, Cazzi Opeia, Ronnie Icon, Softserveboy, Sqvare, Tim Tan, Wonderkid, Worawat Deeudomchan, Shinkung | Wonderkid, Frants, Shinkung                                                      | 2:50    |
| 10. | „Polaroid Love”                                                                                    | "Hitman" Bang, January 8th, danke, Enzo, Fridolin Walcher, Johnny Hockings, Ryan Bickley | Freedo                                                                           | 3:04    |
| 11. | „Outro: Day 2”                                                                                     | Hybe, Wonderkid | Wonderkid                                                                        | 1:52    |

## Notowania
| Lista                                       | Pozycja | Pozycja |
| Lista                                       | Dilemma | Answer  |
| ------------------------------------------- | ------- | ------- |
| Gaon Weekly Album Chart                     | 1       | 1       |
| Austrian Albums (Ö3 Austria Top 40)         | 8       | 18      |
| Belgian Albums (Ultratop Flanders)          | 13      | 15      |
| Belgian Albums (Ultratop Wallonia)          | 31      | 5       |
| Canadian Albums (Billboard)                 | 50      | –       |
| Croatian International Albums (HDU)         | 4       | 18      |
| Danish Albums (Hitlisten)                   | 7       | –       |
| Dutch Albums (Album Top 100)                | 44      | 83      |
| Finnish Albums (Suomen virallinen lista)    | 12      | 8       |
| French Albums (SNEP)                        | –       | 17      |
| German Albums (Offizielle Top 100)          | 8       | 14      |
| Hungarian Albums (MAHASZ)                   | 7       | 6       |
| Italian Albums (FIMI)                       | 64      | –       |
| Oricon Weekly Album Chart (Japonia)         | 1       | 1       |
| Billboard Japan Hot Albums                  | 1       | 1       |
| Lithuanian Albums (AGATA)                   | 78      | –       |
| Polish Albums (ZPAV)                        | 39      | –       |
| Spanish Albums (PROMUSICAE)                 | 23      | –       |
| Swedish Physical Albums (Sverigetopplistan) | 13      | 12      |
| Swiss Albums (Schweizer Hitparade)          | 33      | 21      |
| UK Digital Albums (OCC)                     | 81      | –       |
| Billboard 200                               | 11      | 13      |
| World Albums (Billboard)                    | 1       | –       |

## Nagrody w programach muzycznych
| Program               | Data                 | Źródło |
| --------------------- | -------------------- | ------ |
| The Show (SBS MTV)    | 19 października 2021 | [ 25 ] |
| Show Champion (MBC M) | 20 października 2021 | [ 26 ] |
| Music Bank (KBS2)     | 22 października 2021 | [ 27 ] |

| Program               | Data             | Źródło |
| --------------------- | ---------------- | ------ |
| Show Champion (MBC M) | 19 stycznia 2022 | [ 28 ] |
| Music Bank (KBS2)     | 21 stycznia 2022 | [ 29 ] |

## Sprzedaż i certyfikaty

### Dimension: Dilemma
| Kraj             | Sprzedaż   |
| ---------------- | ---------- |
| Japonia          | 120 422+   |
| Korea Południowa | 1 299 474+ |
| USA              | 31 000+    |

### Dimension: Answer
| Kraj             | Sprzedaż |
| ---------------- | -------- |
| Korea Południowa | 756 892+ |
| Japonia          | 117 616+ |